# Steve Peregrin Took
Steve Peregrin Took, ursprungligen Stephen Ross Porter, född 28 juli 1949 i Eltham i sydöstra London, död 27 oktober 1980 i Notting Hill i London, var en brittisk musiker. Han är mest känd som medlem av duon Tyrannosaurus Rex med Marc Bolan. Efter att han lämnat bandet 1969 agerade han som egen singer-songwriter och medverkade i flera band. Hans namn är hämtat från den litterära gestalten Peregrin Took hos Tolkien.